# Giovanni de' Brignoli di Brünnhoff
Giovanni de' Brignoli di Brünnhoff (Gradisca d'Isonzo, 27 ottobre 1774 – Modena, 15 aprile 1857) è stato un botanico italiano.

## Biografia

### Dalla nascita al trasferimento ad Urbino
Nato il 27 ottobre 1774 a Gradisca d'Isonzo da Giovanni de Brignoli e Elisabetta Wassermann de Zucchelli famiglia nobile, studiò dapprima in casa, poi tedesco a Vienna, ma scoprì la propria propensione per a botanica durante un soggiorno a Venezia; nel 1797 cominciò a dedicarsi ad esplorazione naturalistiche in Carinzia, in Carniola, nel Tirolo, in Svizzera e in Friuli. Nel 1800 sposò la contessa Maddalena De Clariani, di Cividale del Friuli, che gli diede sette figli. A causa di problemi finanziari fu costretto ad accettare un impiego prima al tribunale di Cividale del Friuli, poi alla Camera di commercio di Udine.
Nel 1808 fu nominato professore di botanica e agraria al liceo di Urbino, dove fondò il locale Orto botanico e colse l'occasione per dedicarsi a ricerche botaniche e geologiche sull'Appennino centrale e sulle rive dell'Adriatico, continuando però le sue spedizioni sulle Alpi, in particolare in Friuli, nel Cadore e in Tirolo; nel Aio si dedicava alla flora del monte Matajur, insieme al conte G. C. Cemazai; nello stesso anno dedicava al conte G. A. Scopoli, direttore della Pubblica Istruzione, il fascicolo sulle piante rare del Friuli, in cui dava notizia su piante nuove e critiche di quel territorio.

### Dalla caduta di Napoleone alla morte
La caduta di Napoleone e il ritorno di Urbino sotto lo Stato Pontificio causò molti cambiamenti nella vita del botanico: da un lato i suoi viaggi e i suoi studi, finalizzati alla creazione di una nuova Flora Italiana, non furono più finanziati (in precedenza erano sovvenzionati dal viceré d'Italia), dall'altro il liceo di Urbino fu soppresso. Al Brünnhoff fu dunque assegnata una cattedra all'Università di Urbino, ma poco più tardi si trasferì a Milano e, nel 1816, a Verona, nel liceo della quale città insegnò botanica e agraria. Qui ebbe dei pesanti screzi con Ciro Pollini, da cui aveva ereditato la cattedra, che lo accusava di essere l'autore di un libello critico nei suoi confronti.
Nel 1817 le cattedre di agraria e botanica del Lombardo-Veneto furono soppresse, ma Brünnhoff, fu chiamato a ricoprire le medesime cattedre all'Università di Modena, dove raccolse molte varietà di piante. Collocato a riposo nel 1856, morì l'anno seguente.
A Giovanni de' Brignoli è dedicato l'istituto agrario di Gradisca d'Isonzo.